# Селевк Боспорський
Селевк (грец. Σέλευκος) (невідомо — 429 до н. е.) — правитель Боспорського царства в 433/432 до — 429 / 428 рр. до н. е. Згадується лише Діодором Сицилійським.
У зв'язку з тим, що роки правління Селевка накладаються на роки правління наступного царя Сатира I, В. В. Латишевим було висловлено припущення про те, що Селевк виник в результаті помилки Діодора або пізнього переписувача. У зв'язку з цим ім'я Селевка не згадувалося при перерахуванні царів Боспору.
Останнім часом вчені схиляються до того, що Селевк був співправителем Сатира I, так як інститут співправління був поширений в Боспорському царстві. У такому випадку, Селевк повинен бути сином Спартока I і братом Сатира I.
З іншого боку, Діодор не вказує на родинні стосунки між Селевком та іншими Спартокідами, що може свідчити про тиранічний характер його влади. Малоймовірно, щоб Селевк міг походити з попередньої династії Археанактідів. Не виключено, що він міг бути регентом при малолітньому наступнику.
Характер влади та обставини правління цього царя залишаються дискусійними.